# Lurven
Lurven, volgens de 1e editie van Van Dale uit 1864:
Lurf, v. (...ven), ingekeept hout (in eene vinkebaan); § (fig.) iem. bij de lurven krijgen, pakken, vatten, iem. ruw aantasten, iem. bij den kraag vatten.
De 14e editie omschrijft lurf als ingekeept hout (in een vinkenbaan) om de treklijn te spannen.
De lurven zijn volgens sommigen de twee aanhangsels op de hals van veel geiten.
Het woord komt nu alleen nog voor in de uitdrukking iemand bij de lurven grijpen, wat "iemand te pakken krijgen" betekent, meestal in een ietwat negatieve context. Het woord is dus een plurale tantum geworden, omdat het enkelvoud in onbruik is geraakt.

## Trivia
Lurven werd samen met kladden gebruikt in de titelsong van de televisieserie De Grote Meneer Kaktus Show. Onder andere in de vraag van Meneer Kaktus: "Waar zitten de lurven en de kladden eigenlijk?"